# Д’Артагиэт, Пьер
Пьер д’Артагиэт (фр. Pierre d’Artaguiette; 1698 — 1736 год) — французский военнослужащий и губернатор Иллинойсской земли, участник войн с чикасо.  

## Биография
Пьер д’Артагиэт родился в коммуне Мандьонд в 1698 году и происходил из известной баскской семьи. Вслед за своим старшим братом Жан-Батистом Мартеном, переехал в Новую Францию
Во время восстания натчезов в 1730 году д’Артагиэт проявил себя в качестве офицера французской армии — губернатор Луизианы Этьен Перье остался доволен его действиями, похвалив за „блистательную отвагу“. После окончания восстания Перье направил его в форт Розали для его восстановления. В 1734 году новый губернатор Луизианы Жан-Батист Ле Муан де Бьенвиль отправил его в форт де Шартре в чине майора командовать округом Иллинойс.
В 1736 году Бьенвиль организовал большой поход против враждебных чикасо и сформировал две армии, одной из которых, поручил командовать Пьеру д’Артагиэту, несмотря на разногласия с его старшим братом Дироном. Армия д’Артагиэта состояла из 27 французских солдат, 110 канадских ополченцев, 38 ирокезов, 100 иллиноев и 160 веа, майами, пианкашо и каскаския. Индейцев возглавлял Франсуа-Мари Биссо де Венсен, сын бывшего командующего французскими войсками в Индиане Жан-Батиста Венсена. Войско д’Артагиэта должно было объединиться с силами прапорщика де Моншерво, но послание Бьенвиля запоздало, и отряд выступил из форта де Шартре 22 февраля 1736 года без подкрепления. Пробыв на землях чикасо около трёх недель и не обнаружив никаких следов второй армии, которую возглавил сам Бьенвиль, д’Артагиэт решил атаковать 25 марта 1736 года индейскую деревню Огула-Четоку, обнаруженную его разведчиками. Воины чикасо, поддержанные англичанами, оказали яростное сопротивление и смогли оттеснить французов и их союзников. У д’Артагиэта мушкетная пуля вначале оторвали три пальца на правой руке, вторая пуля ранила его в бедро. Прислонившись к дереву, он пытался ободрить и сплотить свих людей, но его усилия были тщетны — чикасо охватили французский отряд плотным кольцом. Один из слуг д’Артагиэта подвёл ему коня и умолял спасаться верхом, но майор отказался. Вскоре третья пуля попала ему в живот и он упал. 
Одно время считалось, что д’Артагиэт погиб в сражении, эта версия отражена и в официальном рапорте Бьенвиля, но позднее выяснилось, что он оказался в плену у чикасо. Среди пленников было 22 француза, включая Франсуа-Мари Биссо де Венсена, и 2 индейца. Чикасо разожгли два огромных костра, чтобы сжечь пленников после пыток. Так погиб Пьер д’Артагиэт. По одной версии, он вместе со своими товарищами сам шагнул в пламя, чтобы показать чикасо твёрдость французского духа, по другой — он был замучен до полусмерти у столба пыток и лишь после этого сожжён.